# Герб комуни Тебю
Герб комуни Тебю (швед. Täby kommunvapen) — символ шведської адміністративно-територіальної одиниці місцевого самоврядування комуни Тебю.

## Історія
Герб було розроблено для муніципалітету Тебю. Отримав королівське затвердження 1937 року. Від 1948 року вживався як герб торговельного містечка (чепінга) Тебю.   
Після адміністративно-територіальної реформи, проведеної в Швеції на початку 1970-х років, муніципальні герби стали використовуватися лишень комунами. Цей герб був 1971 року перебраний для нової комуни Тебю.
Герб комуни офіційно зареєстровано 1974 року.

## Опис (блазон)
У синьому полі срібний укорочений рівнобічний хрест із заокругленими кінцями, з такими ж перемичками на всіх сторонах.

## Зміст
Сюжет герба походить з рунічного каменя XI століття з Тебю (U 161).      